# ジョバンニ・トラパットーニ
ジョバンニ・トラパットーニ（Giovanni Trapattoni、1939年3月17日 - ）は、イタリア・クザーノ・ミラニーノ出身の元同国代表サッカー選手、サッカー指導者。
監督としてイタリア、ドイツ、ポルトガル、オーストリアの異なる4ヶ国でリーグ制覇を成し遂げ、ヨーロッパサッカー連盟（UEFA）主催の3大タイトル（UEFAチャンピオンズカップ、UEFAカップ、UEFAカップウィナーズカップ）及びトヨタカップを制覇した唯一の人物。

## 経歴

### 選手時代
1959年、セリエA・ACミランに入団し、リーグを2回、コッパ・イタリアを1回、チャンピオンズカップを2回優勝し、活躍を見せた。イタリア代表としても17試合に出場し､1962 FIFAワールドカップにも参加。1972年、ヴァレーゼに在籍したのを最後に選手を引退した。

### 監督時代
その後、1973年にチェーザレ・マルディーニの後を受けてACミラン監督として指導者としてのキャリアをスタート。1976年にユヴェントスの監督に就任すると、初年度でセリエA優勝を果たし、1986年までの在籍期間にUEFAチャンピオンズカップ優勝等、13個のタイトル獲得に力を発揮。さらに指揮を執ったインテル・ミラノやバイエルン・ミュンヘンでも多くのタイトルを獲得した。
2000年、EURO2000終了後にディノ・ゾフがイタリア代表監督を辞任したのを受けて代表監督に就任。2002年のFIFAワールドカップ・日韓大会、EURO2004などで指揮を執った。守備的な戦術によって豊富なタレントを活かすことは出来ず、EURO2004ではグループリーグ敗退という結果に終わった。
EURO2004終了後に代表監督を辞した後、ベンフィカとレッドブル・ザルツブルクの監督を務め、ポルトガルとオーストリアでリーグ優勝を果たした。
2007-08シーズン終了後、ザルツブルク監督の職を辞し、アイルランド代表監督に就任した。2010 FIFAワールドカップ・ヨーロッパ予選ではグループ2位となり、フランスとのプレーオフに臨んだが、ティエリ・アンリのハンドが見逃される誤審もあり敗北し、本大会出場はならなかった。

## エピソード
- 守備を最重要視する監督として知られており、結果は残すが攻撃的なサッカーは滅多に行わない。そのため、確実に勝ち点を稼いでいく堅実的なタイプの監督であるが、同時に彼の率いるクラブからは魅力が感じられない、と批判の対象になることも多い。一方で、規律正しいサッカーをチームに実践させ、ドイツでも長年指揮を取ったことからイタリアでは「テデスコ」（Il Tedesco、ドイツ人）と頻繁に呼ばれている。バイエルン・ミュンヘン監督時代は、フランツ・ベッケンバウアーからの評価は高かった。このこともあり、後にレッドブル・ザルツブルクの監督を務めている。
- トラパットーニは大の話好きであり、また難解な独自の言い回しを用いるために国際試合での記者会見などでは同時通訳者の頭を悩ませていた。
- 練習や試合中は、独特の音色を出す指笛で選手を呼ぶ。この指笛は、幼い頃羊飼いをしていた友人に教わったものだという。「その友人は指笛の名人でね。指一本で様々な音色を出せたんだ。私にはとても真似できなかったよ」（トラパットーニ談）。

## 代表歴

### 出場大会
- イタリア代表
  - 1962 FIFAワールドカップ

### 試合数
- 国際Aマッチ 17試合 1得点（1960年-1964年）[3]

| イタリア代表 | 国際Aマッチ | 国際Aマッチ |
| 年           | 出場        | 得点        |
| ------------ | ----------- | ----------- |
| 1960         | 1           | 0           |
| 1961         | 5           | 0           |
| 1962         | 2           | 0           |
| 1963         | 6           | 1           |
| 1964         | 3           | 0           |
| 通算         | 17          | 1           |

## 獲得タイトル

### 選手時代
ACミラン
- セリエA：2回 (1961-62, 1967-68)
- UEFAチャンピオンズカップ：2回 (1962-63, 1968-69)
- コッパ・イタリア：1回 (1966-67)
- UEFAカップウィナーズカップ：1回 (1967-68)
- インターコンチネンタルカップ：1回 (1968-69)

### 監督時代
ユヴェントス
- セリエA：6回 (1976-77, 1977-78, 1980-81, 1981-82, 1983-84, 1985-86)
- コッパ・イタリア：2回 (1978-79, 1982-83)
- UEFAチャンピオンズカップ：1回 (1984-85)
- UEFAカップ：2回 (1976-77, 1992-93)
- UEFAカップウィナーズカップ：1回 (1983-84)
- UEFAスーパーカップ：1回 (1985)
- トヨタカップ：1回 (1985)

インテル・ミラノ
- セリエA：1回 (1988-89)
- UEFAカップ：1回 (1990-91)
- スーペルコッパ・イタリアーナ：1回 (1989)

バイエルン・ミュンヘン
- ドイツ・ブンデスリーガ：1回 (1996-97)
- DFLリーガポカール：1回 (1996-97)
- DFBポカール：1回 (1997-98)

ベンフィカ
- スーペル・リーガ：1回 (2004-05)

レッドブル・ザルツブルク
- オーストリア・ブンデスリーガ：1回 (2006-07)